# Daniel Gafford
Daniel Gafford (ur. 1 października 1998 w El Dorado) – amerykański koszykarz, występujący na pozycji silnego skrzydłowego, obecnie zawodnik Dallas Mavericks.
W 2017 został wybrany najlepszym zawodnikiem amerykańskich szkół średnich stanu Arkansas (Arkansas Gatorade Player of the Year).
W 2019 rozegrał pięć spotkań w barwach Chicago Bulls, podczas letniej ligi NBA.
25 marca 2021 został wytransferowany do Washington Wizards. 8 lutego 2024 trafi w wyniku wymiany do Dallas Mavericks.

## Osiągnięcia
Stan na 4 marca 2024, na podstawie, o ile nie zaznaczono inaczej.
NCAA
- Uczestnik turnieju NCAA (2018)
- Zaliczony do:
  - I składu:
    - SEC (2019)
    - defensywnego SEC (2019)
    - najlepszych pierwszorocznych zawodników SEC (2018)

  - składu honorable mention All-America (2019)
- Lider konferencji SEC w skuteczności rzutów z gry (66% – 2019)[5]